# Cantone di Plouagat
Il Cantone di Plouagat era una divisione amministrativa dell'Arrondissement di Guingamp.
A seguito della riforma approvata con decreto del 13 febbraio 2014, che ha avuto attuazione dopo le elezioni dipartimentali del 2015, è stato soppresso.

## Composizione
Comprendeva 7 comuni:
- Bringolo
- Goudelin
- Lanrodec
- Plouagat
- Saint-Fiacre
- Saint-Jean-Kerdaniel
- Saint-Péver